# ATP Challenger Raleigh
Das ATP Challenger Raleigh (offiziell: Raleigh Challenger) war ein Tennisturnier, das von 1978 und 1979 sowie von 1986 bis 1989 jährlich in Raleigh, North Carolina, stattfand. Es gehörte zur ATP Challenger Tour und wurde im Freien auf Sand gespielt. Jimmy Brown ist mit drei Einzeltitel der erfolgreichste Spieler des Turniers.

## Liste der Sieger

### Einzel
| Jahr                         | Sieger          | Finalgegner        | Ergebnis      |
| ---------------------------- | --------------- | ------------------ | ------------- |
| 1989                         | Jimmy Brown (3) | Martin Wostenholme | 6:4, 2:6, 6:4 |
| 1988                         | Barry Moir      | Tobias Svantesson  | 6:1, 6:2      |
| 1987                         | Jimmy Brown (2) | Al Parker          | 1:6, 6:0      |
| 1986                         | Jimmy Brown (1) | Mel Purcell        | 7:6, 6:3      |
| 1980–1985: nicht ausgetragen |                 |                    |               |
| 1979                         | John Sadri      | Charlie Owens      | 6:7, 6:2, 7:5 |
| 1978                         | Mike Cahill     | Willem Prinsloo    | 6:3, 3:6, 7:6 |

### Doppel
| Jahr                         | Sieger                                | Finalgegner                    | Ergebnis      |
| ---------------------------- | ------------------------------------- | ------------------------------ | ------------- |
| 1989                         | Charles Beckman Luke Jensen           | Paul Haarhuis Denis Langaskens | 7:5, 6:4      |
| 1988                         | David Macpherson Simon Youl           | John Sobel Phil Williamson     | 7:5, 7:5      |
| 1987                         | Rill Baxter Mike DePalmer             | Brian Levine David Macpherson  | 7:5, 2:6, 6:4 |
| 1986                         | Rick Leach Jim Pugh                   | Mark Basham Ron Erskine        | 6:4, 6:3      |
| 1980–1985: nicht ausgetragen |                                       |                                |               |
| 1979                         | John Austin Billy Martin              | Chris Lewis Cliff Letcher      | 6:2, 7:5      |
| 1978                         | Francisco González Christopher Sylvan | John Sadri Tom Csipkay         | 6:2, 3:6, 6:3 |